# Sidi Hsaine
Sidi Hsaine  (in arabo سيدي احساين‎?) è un centro abitato e comune rurale del Marocco situato nella provincia di Taroudant, regione di Souss-Massa. Conta una popolazione di 7 418 abitanti (censimento 2014).